# Il'inskij (Oblast' di Mosca)
Il'inskij (in russo Ильинский?) è una cittadina della Russia europea centrale, situata nell'oblast' di Mosca. Apparteneva amministrativamente al Ramenskij rajon.
Sorge nella parte centrale dell'oblast', una quarantina di chilometri circa a sudest di Mosca.